# 이사벨 롭
이사벨 햄턴 롭(Isabel Hampton Robb)은 미국의 간호사, 교육자, 행정가이다.

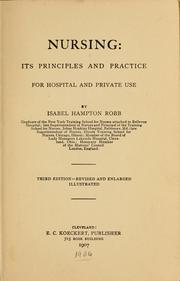
이사벨 롭의 《병원과 가정에서의 간호원칙과 실제》는 미국 간호 역사에서 중요한 초기 저작물 중 하나이다.

## 같이 보기
- 미국간호협회
- 간호학